# Poscia, più che 'l dolor poté 'l digiuno

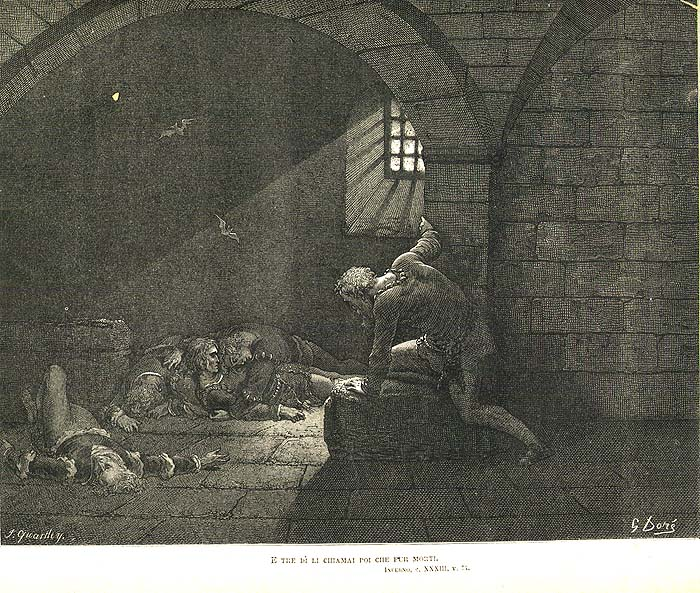
G. Doré, Il conte Ugolino nella Torre della Fame.

Poscia, più che 'l dolor poté 'l digiuno è il verso 75 del XXXIII canto dell'Inferno di Dante Alighieri.
Si tratta del verso con cui si conclude il racconto del conte Ugolino, variamente interpretato dai commentatori come allusione alla sua morte per fame o, talvolta, a un suo presunto atto di cannibalismo sui corpi dei figli morti.

## Interpretazioni del verso
Il conte Ugolino ha narrato la fase finale della sua prigionia nella Torre della Muda a Pisa, dal momento in cui viene sancita la sua condanna a morte per fame e la porta della torre viene quindi inchiodata. Il conte è imprigionato assieme ai suoi quattro figli (in realtà, due figli e due nipoti), che Dante immagina ancora adolescenti: costoro, nella scarna narrazione del conte, muoiono tutti di fame uno per uno tra il quarto e il sesto giorno. A questo punto un'ultima terzina conclude il racconto:
(Inf. XXXIII, 72-75.)

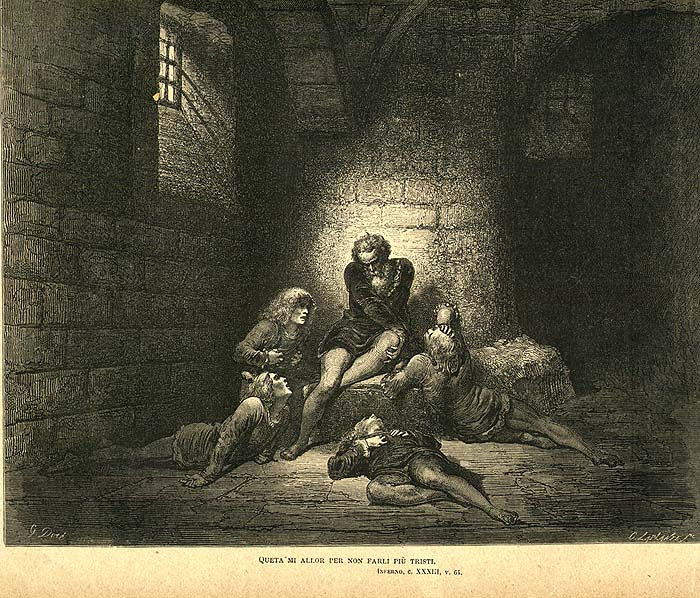
La morte dei figli e nipoti di Ugolino in un'altra illustrazione di Doré

L'interpretazione più comune dell'ultimo verso è che il conte infine morì, soccombendo alla fame che lo uccise dopo due giorni, laddove il dolore per la morte dei figli non era riuscito a sopraffarlo.
A partire dal commento di Jacopo della Lana è nata però un'interpretazione alternativa, secondo cui le ultime parole del conte lascerebbero presagire uno scenario in cui egli, ormai cieco e folle, per la fame avrebbe mangiato i cadaveri dei figli; si tratterebbe in sostanza della vittoria degli istinti brutali dell'uomo sul suo dolore e sui suoi affetti, provocata dalla pena inumana a cui il conte è stato sottoposto. Tale interpretazione nasce anche dal fatto che qualche verso prima sono i figli stessi di Ugolino a offrirsi generosamente al padre prospettando proprio l'ipotesi che egli mangi le loro carni:
(Inf. XXXIII, 61-63.)

## Riprese e parodie
Un'allusione a questo verso, sotto forma di parodia, si ritrova nel brano di Fabrizio De André Carlo Martello ritorna dalla battaglia di Poitiers, scritto assieme a Paolo Villaggio; vi compare infatti l'espressione Ma più dell'onor poté il digiuno, con cui Carlo Martello si abbandona alle lusinghe di una pulzella (il digiuno, in questo caso, è chiaramente quello sessuale).